# Sarrus-szabály

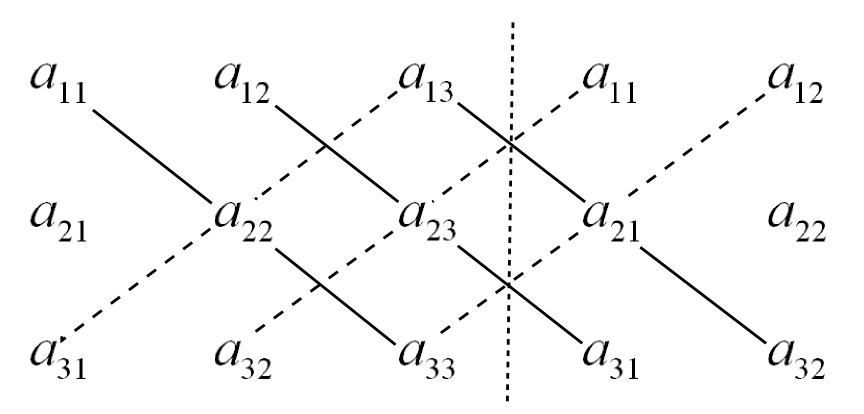
Grafikus segítség a Sarrus-szabály alkalmazásához: a determináns kiszámolásához a folyamatos vonalak elemeinek szorzatainak összegét, illetve a szaggatott vonalak elemeinek szorzatának különbségét kell venni

A Sarrus-szabály a lineáris algebrában használt egyszerű módszer, melynek segítségével könnyedén meghatározható egy 3×3-as négyzetes mátrix determinánsa. A szabály nevét Pierre Frédéric Sarrus francia matematikusról kapta.
A szabály a következő: vesszük a főátlóbeli elemek szorzatát, majd hozzáadjuk az első oszlop legalsó elemének, az első sor második elemének, valamint a harmadik oszlop második elemének szorzatát, illetve a kapott eredményhez ismét hozzáadjuk az eddig kimaradt elemek szorzatát. Ebből az eredményből eztán kivonjuk a mellékátló elemeinek szorzatát, majd az első sor első elemének, a második sor utolsó elemének, illetve a harmadik sor középső (második) elemének a szorzatát, valamint a fennmaradó három elem szorzatát. A kapott eredmény a determináns értéke.

## Bizonyítása
Legyen M egy általános 3×3-as mátrix: 
{\displaystyle M:={\begin{pmatrix}a_{11}&a_{12}&a_{13}\\a_{21}&a_{22}&a_{23}\\a_{31}&a_{32}&a_{33}\end{pmatrix}}.}
Most az M első sorára alkalmazzuk a kifejtési tételt, majd háromszor is felhasználjuk a 2×2-es mátrix determinánsának kiszámolási szabályát, utolsó lépésben pedig a kapott összeget átrendezzük:
{\displaystyle {\begin{aligned}\det(M)&={\begin{vmatrix}a_{11}&a_{12}&a_{13}\\a_{21}&a_{22}&a_{23}\\a_{31}&a_{32}&a_{33}\end{vmatrix}}=\\&=a_{11}{\begin{vmatrix}a_{22}&a_{23}\\a_{32}&a_{33}\end{vmatrix}}-a_{12}{\begin{vmatrix}a_{21}&a_{23}\\a_{31}&a_{33}\end{vmatrix}}+a_{13}{\begin{vmatrix}a_{21}&a_{22}\\a_{31}&a_{32}\end{vmatrix}}=\\&=a_{11}(a_{22}a_{33}-a_{23}a_{32})-a_{12}(a_{21}a_{33}-a_{23}a_{31})+a_{13}(a_{21}a_{32}-a_{22}a_{31})=\\&=a_{11}a_{22}a_{33}+a_{12}a_{23}a_{31}+a_{13}a_{21}a_{32}-a_{31}a_{22}a_{13}-a_{32}a_{23}a_{11}-a_{33}a_{21}a_{12}.\end{aligned}}}